# Sebakwe lachnosternoides
Sebakwe lachnosternoides är en skalbaggsart som beskrevs av Louis Burgeon 1946. Sebakwe lachnosternoides ingår i släktet Sebakwe och familjen Melolonthidae. Inga underarter finns listade i Catalogue of Life.